# نیکولسکویه (شهرستان ینوتایفسکی، استان آستراخان)
نیکولسکویه (به لاتین: Nikolskoye) یک منطقهٔ مسکونی در روسیه است که در استان آستراخان واقع شده‌است.